# Демирчян, Карен Серобович
Каре́н Серобович Демирчя́н (арм. Կարեն Սերոբի Դեմիրճյան; 17 апреля 1932, Эривань, Армянская ССР, ЗСФСР, СССР — 27 октября 1999, Ереван, Республика Армения) — советский и армянский партийный и государственный деятель. Национальный Герой Армении (1999, посмертно).

## Биография
Родился в семье служащего. Среднее образование получил в школе имени 26 бакинских комиссаров.
1949—1954 — учился в Ереванском политехническом институте, получил специальность «инженер-механик».
1954—1955 — инженер-конструктор в Ленинградском научно-исследовательском институте. Член КПСС с 1955.
1955—1966 — работал на Ереванском электротехническом заводе, был мастером, технологом, главным мастером цеха, заведующим цехом, секретарём парткома, главным инженером, директором. В 1961 окончил Высшую партийную школу при ЦК КПСС.
С 1966 года — секретарь, затем первый секретарь Ереванского горкома КП Армении.
1972—1974 — секретарь ЦК, а в 1974—1988 — 1-й секретарь ЦК КП Армянской ССР.
23 апреля 1975 года впервые от имени высшего руководства Армении осудил организаторов геноцида армян.
Член ЦК КПСС в 1976—1989 годах.
Был депутатом Совета Союза Верховного Совета СССР 9-11 созывов (1978—1989) от Армянской ССР, Верховного совета Армянской ССР.
В 1988 году, когда началось «Карабахское движение» в Армении, ЦК КПСС решил освободить К. Демирчяна от должности, ссылаясь на его «плохое здоровье», официально ушёл на пенсию.
После провозглашения независимости Армянской республики в 1991—1999 годах был генеральным директором и председателем совета ЗАО «Армэлектромашина» — одного из крупнейших заводов Армении.
В 1998 году создал и возглавил Народную партию Армении, в том же году был кандидатом в президенты Армении. С апреля 1999 — председатель блока «Единство», который победил на парламентских выборах в июне 1999 года.
30 мая 1999 года избран депутатом парламента, а с 10 июня 1999 года — спикер Национального собрания Армении.
27 октября 1999 года во время террористического акта в здании парламента Армении был убит вместе с премьер-министром Вазгеном Саркисяном и рядом своих соратников.
Похоронен в пантеоне парка им. Комитаса.

## Память

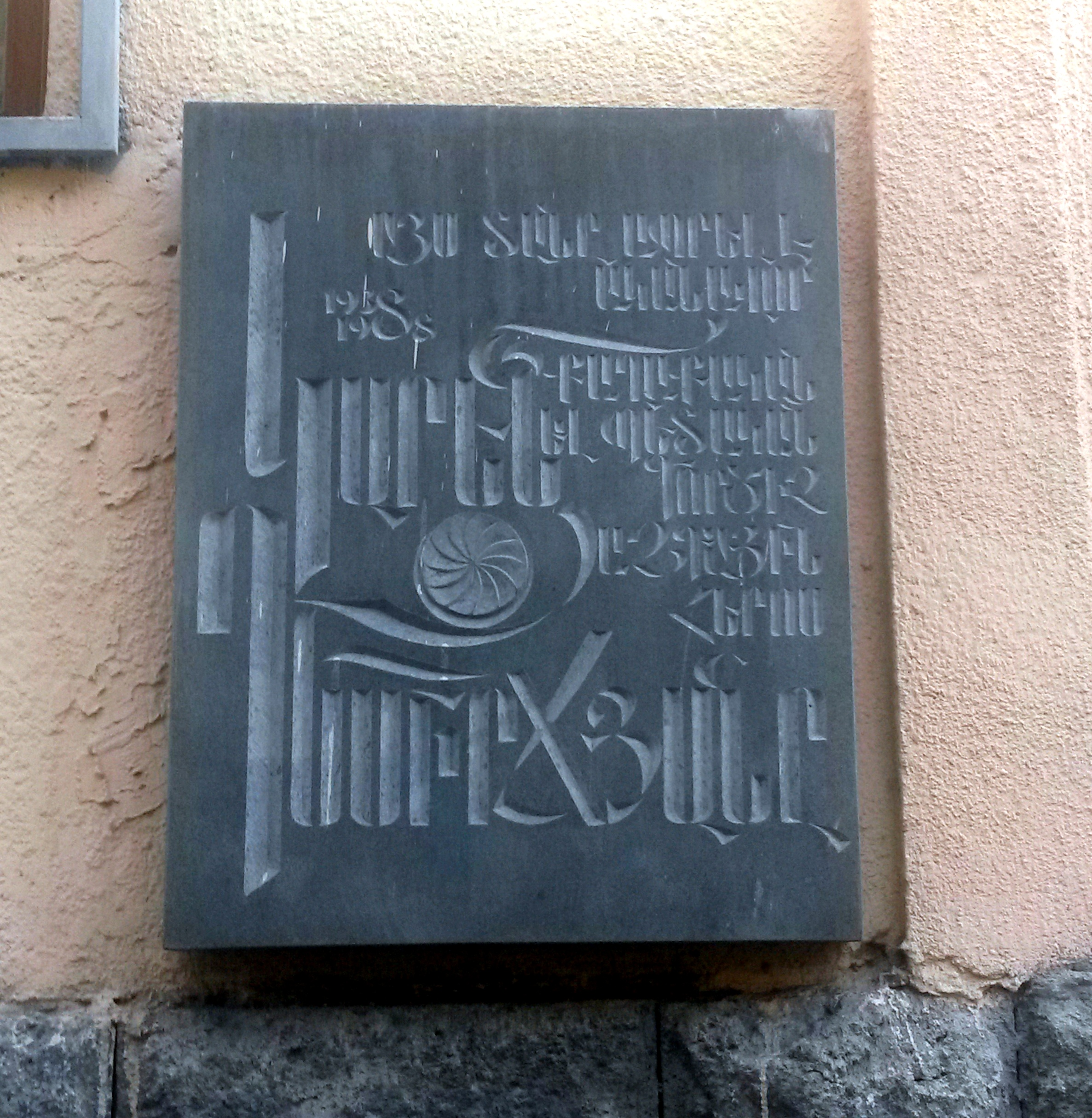
Улица Тпагричнери, 5

- Мемориальная доска в Ереване[3]. Именем Карена Демирчяна названы Ереванский метрополитен, улица в Ереване и крупнейший в Армении концертный комплекс, напротив которого в 2023 году был установлен памятник политику[4].

- Коньячный завод «Шаумян-Вин» в 2016 г. выпустил коньяк «Карен Демирчан» 35-летней выдержки в роскошно оформленном декантере и подарочной коробке.

## Награды
- Национальный Герой Армении (27.12.1999, посмертно).
- Два ордена Ленина (31.03.1981, 16.04.1982).
- Орден Октябрьской Революции (27.12.1976).
- Три ордена Трудового Красного Знамени (22.08.1966, 10.11.1971, 17.07.1986).
- Медаль «За отличие в охране государственной границы СССР».
- Медаль «В память 1500-летия Киева».
- Пять золотых медалей ВДНХ СССР.